# Paulo (oficial de cavalaria)

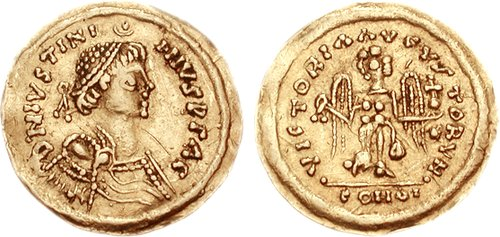
Tremisse emitido em Ticino sob o rei ostrogótico Tótila r.

Paulo (em latim: Paulus) foi um oficial bizantino do século VI, ativo durante o reinado do imperador Justiniano (r. 527–565). Nativo da Cilícia, originalmente foi chefe do séquito do general Belisário, talvez como seu mordomo, mas depois recebeu o comando duma unidade regular de cavalaria e serviu na Itália, onde ele e Diógenes foram colocados no comando da guarnição de Roma por Belisário no final de 548 ou começo de 549.
No verão de 549, o rei ostrogótico Tótila (r. 541–552) sitiou a cidade, e Diógenes conduziu eficazmente as defesas. Apesar disso, ela foi traiçoeiramente entregue aos sitiantes em 16 de janeiro de 550. Na ocasião, Paulo refugiou-se com 400 cavaleiros no Mausoléu de Adriano, onde assegurou o acesso à Ponte Élio. Após dois dias sem comida, prepararam-se para morrer lutando contra os godos, mas muitos aceitaram a oferta de paz de Tótila e entraram em seu serviço.
Paulo e um isauro chamado Mindes receberam a oferta de abandonarem seus cavalos e armaduras, jurar não lutar mais com os godos e retornar em segurança para Constantinopla, onde possuíam mulher e filhos. Alegadamente, Tótila teria fornecido dinheiro à viagem e uma escolta ao caminho deles.